# La Colère de Spartacus

La Colère de Spartacus est le deuxième volet du roman The Fortune's Favourites, écrit par Colleen McCullough en 1995. Il a été publié en français aux Éditions L'Archipel en 1997. Le premier volet se nomme Le Favori des dieux et a été publié en 1996. La suite de La Colère de Spartacus est Jules César, la violence et la passion.
Il s'agit du quatrième roman de la fresque historique Les Maîtres de Rome.

## Résumé
Le roman raconte les dix années qui ont suivi la mort de Sylla dans la République romaine, soit de 79 à 69 av. J.-C.. Il met surtout l'accent sur les carrières de Pompée et de Jules César. Pompée est un ambitieux général qui ne fait que monter en estime dans Rome. Il n'est pas sénateur mais il possède une influence certaine au Sénat et sait s'en servir, même s'il n'a pas 30 ans. Il peut ainsi obtenir le commandement de deux légions contre la rébellion de Lepidus en 77 av. J.-C.. Puis il obtient la conduite de la guerre contre Sertorius en Hispanie. Sertorius était un cousin de Marius et était en lutte contre Rome depuis Sylla. Pompée croit le vaincre facilement mais une première défaite lui démontre que la campagne sera plus difficile que prévu. En fait, cela lui prendra quelques années, avec l'aide de Metellus Pius, pour le mater complètement.
César, qui n'a pas encore l'âge requis pour entreprendre un cursus honorum, passe son temps à voyager et à apprendre : Bithynie, Cilicie, Rhodes, Chypre. C'est au cours d'une de ces expéditions qu'il est attaqué et enlevé par des pirates. 50 talents d'or sont demandés. César promet au chef pirate de le capturer aussitôt qu'il sera libéré. Libre, il se rend à Rhodes, lève une flotte, retrouve le repaire des pirates et les fait tous prisonniers. Puis, sans avoir reçu l'autorisation du gouverneur, il les fait tous crucifier. Revenu à Rome un peu plus tard, il est élu au collège des pontifes.
En 73 av. J.-C., éclate la révolte de Spartacus. 70 gladiateurs la commencent mais des centaines puis des milliers d'esclaves se joignent à eux. Les armées romaines envoyées à leur rencontre sont battues les unes après les autres. Spartacus se promène impunément à travers l'Italie et pense même un moment se joindre aux forces de Sertorius. Ayant appris que Sertorius était mort, il se lance vers la Sicile. Le Sénat, lui, découragé, a donné le commandement de huit légions au richissime Marcus Licinius Crassus dans le but de le battre. César, en tant que tribun militaire, participe à l'expédition. En six mois, Crassus écrase l'armée de gladiateurs de Spartacus. Spartacus disparait mais quelques-uns de ses hommes se dirigent vers le nord à marches forcées. Ils tombent nez à nez avec l'armée de Pompée revenant d'Hispanie qui les taillent en pièces.
Crassus et Pompée sont maintenant face à face avec leurs armées près de Rome. Ils demandent à être élus consuls - ce qui est anticonstitutionnel pour Pompée qui n'a pas fait le cursus honorum. Le Sénat le leur refuse. Grâce à César, ils finissent par s'allier car leurs intérêts sont convergents. En 70 av. J.-C., ils sont consuls. Aussitôt au pouvoir, ils font voter une loi rendant leurs pouvoirs (que Sylla leur avait fait perdre) au tribunat de la plèbe afin qu'il rende légal leurs agissements pendant les élections. Et cela, sur le conseil de César.
Cette même, année, César entreprend son cursus honorum en se faisant élire questeur.

## Les principaux personnages
- Jules César : jeune patricien romain.
- Pompée : général romain, consul en -70.
- Marcus Licinius Crassus : riche homme d'affaires romain. Consul en -70.
- Marcus Tullius Cicéron : jeune avocat romain.
- Aurelia : mère de César.
- Cinnilla : femme de César.
- Nicomède III : roi de Bithynie.
- Quintus Caecilius Metellus Pius : pontifex maximus.
- Quintus Sertorius : cousin de Marius en lutte contre Rome.
- Caius Licinus Verres : ancien homme de main de Sylla. Voleur et corrompu.
- Spartacus : gladiateur en révolte contre Rome.
- Marcus Aemilius Lepidus : consul en -78.
- Marcus Junius Brutus : ami de Lepidus. Époux de Servilia et père de Brutus, futur assassin de César.
- Servilia Caepionis : femme du précédent.

## Édition française
- Colleen McCullough. La Colère de Spartacus. Éditions L'Archipel. 1997. 414 p.